# Abd Allah Muhsin al-Akwa
Abd Allah Muhsin al-Akwa (arab. عبد الله محسن الأكوع; ur. 18 kwietnia 1961 w Sanie) – jemeński polityk, minister energii od 11 czerwca 2014, wicepremier od 11 czerwca do 9 listopada 2014, pełniący obowiązki premiera Jemenu od 24 września do 9 listopada 2014.

## Biografia
W latach 1994–1997 był ministrem energii i wody w rządzie Abd al-Aziz Abd al-Ghaniego.
11 czerwca 2014 został powołany na stanowiska wicepremiera i ministra energii w rządzie Muhammada Basindawy. 21 września 2014 Basindawa złożył rezygnację z funkcji premiera, trzy dni później Al-Akwa przejął tymczasowo obowiązki szefa rządu. 7 października prezydent Abd Rabbuh Mansur Hadi powierzył tworzenie nowego rządu byłemu szefowi swojej administracji Ahmadowi Awadowi ibn Mubarakowi, ale ten 2 dni później wycofał się wobec masowych protestów społeczeństwa, podsycanych przez siły Huti, które wznieciły rebelię na północy kraju. 13 października kolejnym desygnowanym został Chalid Bahah; jego rząd został zaprzysiężony 9 listopada. Al-Akwa zachował dotychczasowe stanowisko ministra energii w rządzie Bahaha.